# Флоренс (ураган)
Ураган Флоренс (англ. Hurricane Florence) — атлантичний ураган типу Кабо-Верде. Ураган пройшовся південно-східним узбережжям США, а 14 вересня 2018 року досягнув узбережжя Північної Кароліни.
Від урагану загинуло 37 людей (27 у Північній Кароліні, 8 — у Південній та 2 у Вірджинії).

## Траєкторія руху
28 серпня 2018 року Національний центр ураганів почав спостерігати тропічну хвилю, яка сформувалася над Західною Африкою і мала потенціал для розвитку до рівня тропічного циклону. Поступово східні пасати почали витісняли епіцентр майбутнього урагану із заходу на північний захід. 1 вересня 2018 року після переходу на південь від Кабо-Верде ця тропічна хвиля перетворилася на тропічний шторм і отримала назву «Флоренс».
Після того, як супутникові знімки та зображення Міжнародної космічної станції показали компресію та формування ока в центрі шторму, 4 вересня 2018 року його було класифіковано як ураган — третій ураган сезону атлантичних ураганів 2018 року. У цей час він знаходився приблизно за 2000 кілометрів на північний захід від Кабо-Верде і за 2045 кілометрів на північний схід від Малих Антильських островів.
5 вересня 2018 року Флоренс було класифіковано як ураган категорії 4. Максимальна швидкість вітру в штормі в цей час склала 215 км/год, а мінімальний тиск повітря становив 953 мбар (гПа).

Максимальна стабільна швидкість вітру та мінімальний тиск урагану Флоренс

Далі ураган перемістився на північний схід і де-що втратив свою силу. Сформоване око 7 вересня 2018 року втратило чіткість власних контурів і категорію Флоренса було понижено до рівня тропічного шторму. Однак, 8 вересня 2018 р. супутникові знімки знову показали, що сила шторму зростає. І 9 вересня 2018 року Флоренс знову тримав статус урагану. Над теплою морською водою (близько 29° C) енергія шторму швидко зростала і знову досягла 10 вересня 2018 р. рівня урагану категорії 4. Зафіксована швидкість вітру станом на вечір 10 вересня 2018 року склала біля 240 км/год, а мінімальний тиск повітря — 939 мбар (гПа). Виникали навіть побоювання, що Флоренс може перерости в ураган категорії 5. Насправді інтенсивність шторму дещо послабилася, і 12 вересня 2018 року статус Флоренса знову була знижено до рівня урагану категорії 2.

## Вихід урагану на узбережжя і подальша траєкторія руху
У п'ятницю, 14 вересня 2018 року, о 07:15 за місцевим часом (еквівалент 13:15 Центральноєвропейського літнього часу) ураган Флоренс «вийшов на берег» в районі пляжу Райтсвілль (New Hanover County) у Північній Кароліні на східному узбережжі США.
У цей час він був класифікований як ураган категорії 1 зі швидкістю вітру близько 150 км/год.

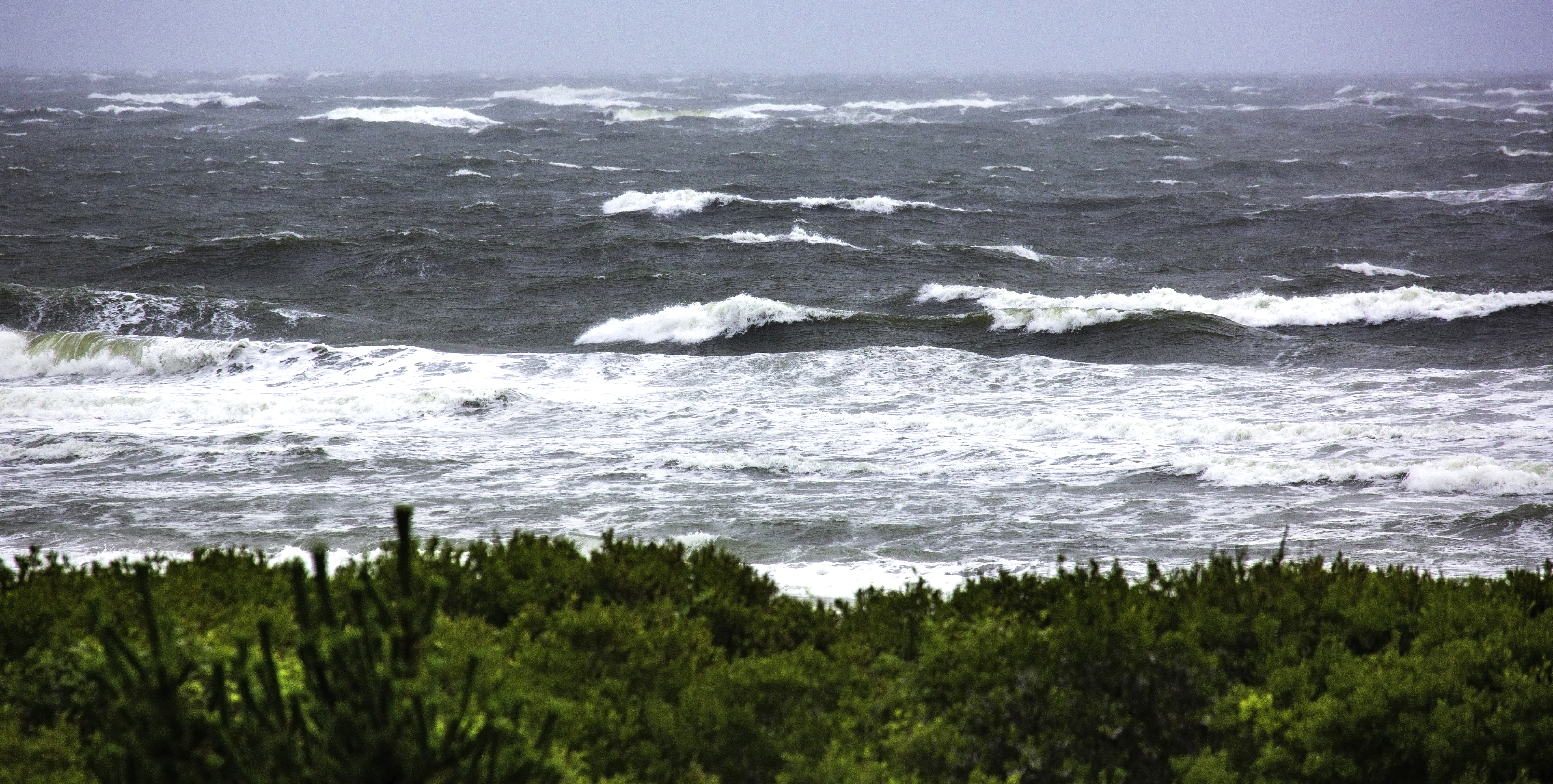
Неспокійне море біля узбережжя штату Меріленд, 11 вересня 2018 року

Близько полудня 15 вересня 2018 року статус шторму понизився до рівня тропічного циклону. Вихід урагану на узбережжя зумовив чималі повені. У деяких місцях Північної Кароліни за два дні випало понад 500 мм опадів. В окремих місцях рівень води піднявся на 3 метри. Вранці 15 вересня було припинено енергопостачання 726500 і 110396 домогосподарств Північної та Південної Кароліни відповідно.
На ранок 16 вересня 2018 року (за місцевим часом) Флоренс уже не мав статусу урагану. 17 вересня 2018 р. Флоренс тримав статус «посттропічного циклону».

## Збитки
За різними оцінками загальні збитки від урагану склали від 38 до 50 млд. дол.